# Kolińce
Kolińce (ukr. Колінці) – wieś na Ukrainie w rejonie tłumackim obwodu iwanofrankiwskiego.
Pod koniec XIX w. wieś w powiecie tłumackim. 
W II Rzeczypospolitej wieś w powiecie tłumackim województwa stanisławowskiego.
W marcu 1944 nacjonaliści ukraińscy z OUN-UPA zamordowali tutaj 12 Polaków.